# Albert Kappis

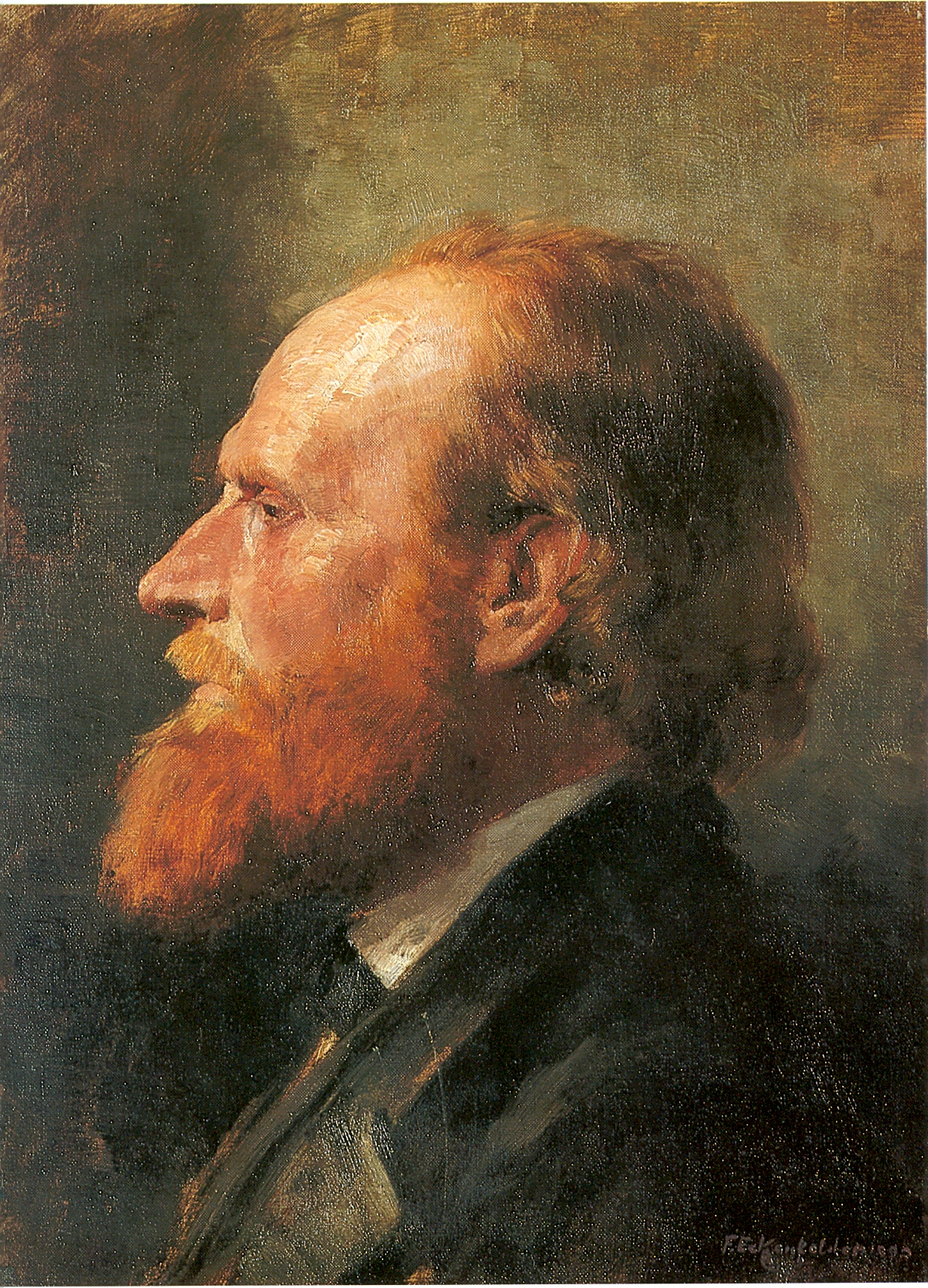
Albert Kappis, Gemälde von Friedrich Eckenfelder (1890)

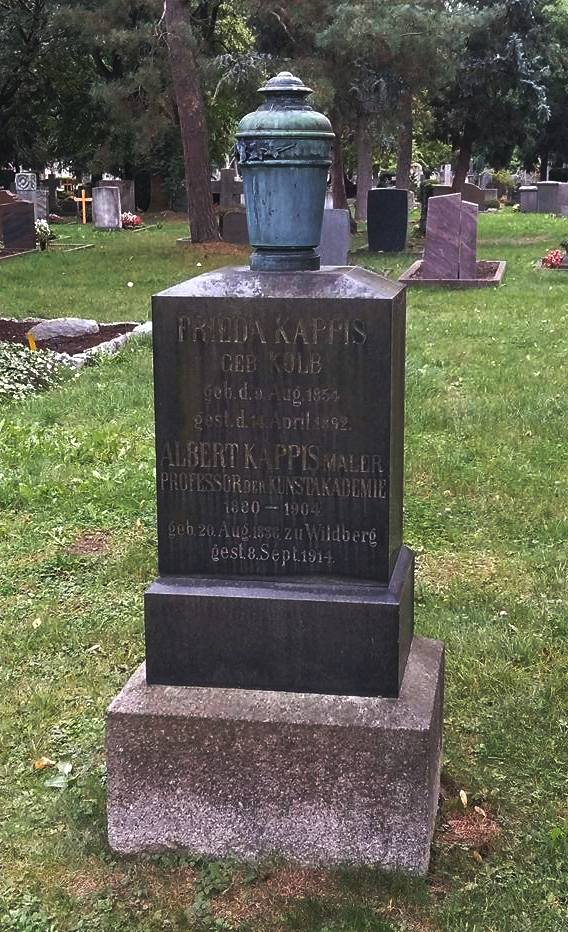
Grabmal auf dem Stuttgarter Pragfriedhof

Albert Kappis (* 20. August 1836 in Wildberg; † 18. September 1914 in Stuttgart) war ein deutscher Maler und Zeichner.

## Leben
Kappis war der Sohn eines Apothekers und wuchs nach dem frühen Tod des Vaters bei der mütterlichen Familie in Tübingen auf. Von 1850 bis etwa 1857 erhielt er eine Ausbildung zum Lithografen in der Werkstatt seines Onkels Adam Gatternicht. Nebenbei hatte er Unterricht beim Zeichenlehrer Carl Kurtz. 1855 bis 1860 erfolgte das Studium an der Königlichen Kunstschule Stuttgart bei Heinrich von Rustige (Genre- und Historienmalerei), Heinrich Funk (Landschaftsmalerei) und Bernhard von Neher (Aktmalerei).
1860 nahm er ein Studium an der Münchner Königlichen Akademie der Bildenden Künste bei dem Historienmaler Karl von Piloty auf. Er schloss Freundschaft mit Adolf Lier und Eduard Schleich d. Ä., mit Anton Braith, Joseph Wopfner (1843–1927) und Ludwig Willroider. Er machte die Bekanntschaft anderer schwäbischen Maler, darunter Friedrich Salzer, Jakob Grünenwald und Carl Ebert.
1867 unternahm er eine Studienreise nach Paris. Dort pflegte er Umgang mit den Mitgliedern der Schule von Barbizon. Die Rückreise machte er über Belgien und das Moseltal nach Düsseldorf, wo er den von München bekannten Theodor Schüz besuchte. 1871 bis 1874 zog Kappis in die sogenannte Schwabenburg, den Wohnsitz von Anton Braith und Christian Mali.
1874 machte er seine Hochzeitsreise über Südtirol und Oberitalien nach Venedig. Danach malte er vorwiegend Motive der Münchner Gegend, besonders am Starnberger- und Chiemsee. 1880 erhielt er als Nachfolger von Karl Ludwig die Professur für Landschaftsmalerei an der Königlichen Kunstschule Stuttgart, wo er Lehrer der „schwäbischen Impressionisten“ wurde. Es folgten Reisen nach Bayern, in den Schwarzwald, an den Bodensee, nach Hamburg und an die Ostsee.
1905 ging er in den Ruhestand. Kappis malte vor allem Landschaften, Genremotive aus dem Volksleben wie die Weinlese, Ernteszenen und Schafschur.
Seine letzte Ruhestätte fand Kappis auf dem Pragfriedhof in Stuttgart.